# Teorema d'Abel
En anàlisi matemàtica, el teorema d'Abel és un resultat que assegura la convergència uniforme d'una sèrie de potències en un segment tancat.

### Enunciat
Sigui {\displaystyle \displaystyle {\sum _{n=0}^{\infty }}a_{n}x^{n}} una sèrie de potències convergent per a {\displaystyle x=L\in \mathbb {R} }. Aleshores, {\displaystyle \displaystyle {\sum _{n=0}^{\infty }}a_{n}x^{n}} convergeix uniformement en el segment tancat {\displaystyle [0,L]}.

### Demostració
Qualsevol punt del segment {\displaystyle [0,L]} pot ser expressat com {\displaystyle \lambda L} per a cert {\displaystyle \lambda \in [0,1]}.